# Kranggan (Tersono)
Kranggan is een bestuurslaag in het regentschap Batang van de provincie Midden-Java, Indonesië. Kranggan telt 3356 inwoners (volkstelling 2010).